# Orquesta BandArt
La Orquesta BandArt es una orquesta clásica española independiente con sede en Madrid integrada por músicos de más de una docena de países diferentes. Su director artístico es Gordan Nikolic, solista y concertino de la Orquesta Sinfónica de Londres.

## Historia
La Orquesta BandArt se funda en 2005 en el Festival de Lucena (Córdoba) por un grupo de músicos motivados por el deseo común de "encontrar de nuevo referencias perdidas". BandArt contrapone la pasión al límite como una de sus señas de identidad artística, dando magnitud a través de la música al estímulo que recibe del público.
BandArt ha participado en algunos de los más prestigiosos ciclos de conciertos en España. En 2009 hizo su debut en Ibermúsica, Madrid. En 2010 se presentó en el Ciclo PALAU 100, en el Palacio de la Música Catalana, en Barcelona; y en 2011 en el Festival de Peralada, en una coproducción con La Fura dels Baus.
En 2016 estrena, junto a la asociación alemana para refugiados Zuflucht Kultur, la ópera Idomeneo de Mozart en el Festival de Ludwigsburg, Alemania, con excelente acogida del público.

## Características
Se trata de una orquesta sin director en atrio, por lo que requiere una gran interacción y profundo trabajo grupal por parte de sus músicos integrantes. Mantienen una atención especial  y es "así como en la labor de conjunto se consiguen cotas superiores". Esto los lleva a tocar en numerosas ocasiones de pie generando una energía cercana al rock and roll y estableciendo fuertes vínculos emocionales con el público. La dirección artística, y alma de la orquesta, está a cargo del serbio Gordan Nikolic, solista y concertino de la Orquesta Sinfónica de Londres, así como director artístico de la Nederlands Kamerorkest. 
Se ha dicho que BandArt "es un ejemplo del rejuvenecimiento de la música clásica en su versión sinfónica y que desarrolla otra manera de tocar".
El nombre BandArt, que representa el talento y las metas de trabajo de la orquesta, proviene de bandas, las tradicionales agrupaciones de instrumentos de viento que todavía hoy se mantienen de forma activa en la mayor parte de España; y art, donde el lenguaje de la música y los instintos de los intérpretes se exponen en formas cuya complejidad adquiere una nueva dimensión. El objetivo principal de BandArt es explorar las posibilidades de reforzar la unión entre estos dos mundos, el local y el universal, a través de la música de grandes compositores.

## Compromiso social
El compromiso social a través de las artes forma una parte esencial en las actividades de esta orquesta. Desde su inicio y hasta ahora, BandArt y sus integrantes han participado en actividades sociales con refugiados, en centros penitenciarios, residencias de ancianos, asociaciones de discapacidad, escuelas y hospitales. Para el desarrollo de estos proyectos BandArt ha contado con el apoyo del Teatro Real, Acción Cultural Española, Fundación Don Juan de Borbón, la Fundación ONCE, Patrimonio Nacional y  Zuflucht Kultur, entre otros.